# Rojo, el color del amor
Rojo, el color del amor es el tercer disco lanzado por el programa Rojo fama contrafama en 2003, siendo el primer álbum de estudio con interpretaciones del elenco estable de la primera y segunda generación del programa de TVN. 

## Características del disco

### Lanzamiento y popularidad
El lanzamiento del disco es en abril de 2003 y a las pocas semanas obtiene su primer Disco de Platino por ventas. Así logra la misma popularidad que sus antecesores y obtiene hasta 3 Disco de Platino, siendo un éxito en ventas.

### Producción
La producción del disco estuvo a cargo de Televisión Nacional de Chile a través de la productora Musicavision. La grabación fue en los Estudios Sonus en Santiago de Chile. El Marketing y la distribución fue bajo el sello Warner Music Group.

### Lista de canciones
Las canciones del disco son Covers de Baladas conocidas a nivel latinoamerciano y en su mayoría escritas por grandes compositores de habla hispana:
| #   | Título                      | Tiempo | Cantante                              | Compositor                      |
| --- | --------------------------- | ------ | ------------------------------------- | ------------------------------- |
| 1.  | Que no me pierda            | 5:04   | Daniel Donoso                         | Kike Santander                  |
| 2.  | A fuego lento               | 3:19   | María Jimena Pereyra                  | Rosana Arbelo                   |
| 3.  | Por debajo de la mesa       | 2:57   | Leandro Martínez                      | Armando Manzanero               |
| 4.  | Dejaría todo                | 4:28   | Mon Laferte                           | Estéfano                        |
| 5.  | Lloran las rosas            | 3:53   | Mario Guerrero                        | Alfredo Matheus                 |
| 6.  | No me enseñaste             | 4:17   | Daniela Castillo                      | Estéfano                        |
| 7.  | Bésame                      | 3:54   | Leandro Martínez                      | Ricardo Montaner                |
| 8.  | Tú                          | 3:25   | Carolina Soto                         | Shakira                         |
| 9.  | Corazón parti'o             | 4:18   | Daniel Donoso                         | Alejandro Sanz                  |
| 10. | Verás                       | 4:22   | Catalina Barrios                      | Madonna                         |
| 11. | Atado a tu amor             | 4:31   | Miguel Garcés                         | Estéfano                        |
| 12. | Si tú no estás              | 3:58   | Carolina Soto                         | Rosana Arbelo                   |
| 13. | De quererte así             | 3:01   | Leandro Martínez                      | Charles Aznavour                |
| 14. | Resumiendo                  | 4:22   | Mario Guerrero                        | Ricardo Montaner                |
| 15. | My heart will go on         | 4:39   | Daniela Castillo                      | James Horner                    |
| 16. | A kilómetros                | 3:41   | Leandro Martínez María Jimena Pereyra | Sin Bandera                     |
| 17. | Completamente enamorados    | 4:05   | Mario Guerrero                        | Eros Ramazzotti                 |
| 18. | Pero me acuerdo de ti       | 3:57   | Carolina Soto                         | Rudy Pérez                      |
| 19. | A puro dolor                | 3:31   | Daniel Donoso                         | Omar Alfano                     |
| 20. | Porque te tengo que olvidar | 4:03   | Mario Guerrero                        | Luis Ángel - Enrique Apolinaris |

## Créditos
- Arreglos y dirección musical: Pedro Muñoz – Gige Vidal – Pedro Zaidman
- Programación de secuencias: Pedro Muñoz
- Secuencia de bases: Soundtape S.A. Argentina
- Guitarras acústicas y eléctricas: Juan Nuñez, Ernesto Maldonado y Leo Ahumada
- Bajos, percusión y teclados: Pedro Muñoz – Gige Vidal
- Arreglos vocales y dirección de voces: Marcelo García
- Coros: Clan Rojo, voces de la generación 1 y 2
- Ingeniero jefe de sonido: Walter Romero G.
- Ingenieros de estudio: Jorge Ortega – José Manuel Salinas – Franco Gentili
- Ingeniero de mezcla: Walter Romero G.
- Masterización: Miguel Bahamonde
- Arte y carátula: Meric y Fuentes
- Producción y coordinación: Cristina Nuñez – Cecilia Tassara